# The International Journal of Lower Extremity Wounds
Das International Journal of Lower Extremity Wounds, abgekürzt Int J. Low. Extrem. Wounds, ist eine wissenschaftliche Fachzeitschrift, die vom SAGE-Verlag veröffentlicht wird. Die Zeitschrift erscheint mit vier Ausgaben im Jahr. Es werden Arbeiten veröffentlicht, die sich mit der Behandlung von Wunden der unteren Gliedmaßen beschäftigen.
Der Impact Factor lag im Jahr 2014 bei 0,928. Nach der Statistik des ISI Web of Knowledge wird das Journal mit diesem Impact Factor in der Kategorie Chirurgie an 145. Stelle von 198 Zeitschriften und in der Kategorie Dermatologie an 49. Stelle von 63 Zeitschriften geführt.